# Evgheni Lagunov
Evgheni Lagunov (n. 14 decembrie 1985, Arhanghelsk, RSFS Rusă, URSS) este un înotător rus, medaliat olimpic. A participat la 3 ediții ale Jocurilor Olimpice (2004, 2008, 2012) în care a câștigat o medalie de argint și o medalie de bronz.